# Листкова мозаїка
Листкова́ моза́їка — розташування листків у рослин в одній площині, здебільшого перпендикулярній напрямові сонячного проміння. Забезпечує найменше затінення листків один одним. Створюється завдяки фототропічним властивостям, раціональній формі й розсіченості листкових пластинок, неоднаковим розміром листків, нерівномірному ростові листкових черешків тощо. Особливо чітко Л. м. виявлена у кімнатних рослин, у рослин з горизонтально розміщеними гілками (у плюща) або з листками в розетці. Л. м. є важливим пристосуванням до максимального використання розсіяного світла. Яскраво виражено на прикладі сосни звичайної. Коли нанижні частині стовбура, листки відсутні або їз мало. Натомість на горі їх найбільше.
Таке розташування листків дозволяє рослинам виловлювати максимальну кількість світла, оскільки вони не закривають один одного, що досягається різною довжиною згином черешків, неоднаковими розмірами та асиметрією листків.